# Freccia del Brabante 1984
La Freccia del Brabante 1984, ventiquattresima edizione della corsa, si svolse il 25 marzo su un percorso di 172 km, con partenza a Sint-Genesius-Rode e arrivo ad Alsemberg. Fu vinta dal belga Ronny Van Holen della squadra Safir-Van De Ven davanti all'olandese Theo de Rooy e all'altro belga Paul Haghedooren.

## Ordine d'arrivo (Top 10)
| Pos. | Corridore                  | Squadra                          | Tempo    |
| ---- | -------------------------- | -------------------------------- | -------- |
| 1    | Ronny Van Holen            | Safir-Van De Ven                 | 4h16'52" |
| 2    | Theo de Rooy               | Panasonic                        | s.t.     |
| 3    | Paul Haghedooren           | Europ Decor-Boule d'Or           | s.t.     |
| 4    | Jean-Philippe Vandenbrande | Splendor-Marc-Mondial Moquette   | s.t.     |
| 5    | Ludwig Wijnants            | Tonissteiner-Lotto-Mavic-Pecotex | s.t.     |
| 6    | Patrick Versluys           | Splendor-Marc-Mondial Moquette   | a 13"    |
| 7    | Jean-Marie Wampers         | Splendor-Marc-Mondial Moquette   | a 22"    |
| 8    | Peter Winnen               | Panasonic                        | s.t.     |
| 9    | Hans Langerijs             | AVP- Viditel-De Vries Lotto      | a 38"    |
| 10   | Jos Jacobs                 | Dries-Verandalux                 | a 55"    |